# Titolo antistreptolisinico
Il titolo antistreptolisinico (TAS o TAOS o anche ASLOT, dall'inglese "Antistreptolysin O titer") è un test sierologico utile a verificare la quantità o, più precisamente, la concentrazione di antistreptolisina presente nel siero. L'antistreptolisina è un anticorpo prodotto dall'organismo per contrastare la streptolisina, una proteina ad azione emolitica prodotta da streptococchi.
La sua presenza indica una reazione di difesa dell'organismo e di conseguenza l'esistenza, presente o pregressa, di un'infezione da streptococco ovvero una streptococcosi. In genere questi anticorpi compaiono a livello sierologico da una a tre settimane dopo il contagio, raggiungendo il picco tra le tre e le cinque settimane e possono permanere a lungo. Questo tipo di ricerca è un sistema di diagnosi retrospettiva, utile a stabilire la positività all'esposizione allo streptococco. In genere viene richiesto nel caso in cui il clinico sospetti che alcuni dei sintomi del quadro clinico oggetto di studio, come febbre, astenia, dispnea, oliguria, possano essere relativi a una passata infezione e pertanto andrebbero esclusi o quantomeno individuati.
La TAS ha però alcuni limiti:
- non è utile per una diagnosi di infezione acuta, in quanto la presenza di anticorpi può manifestarsi dopo settimane o essere già manifesta per una passata esposizione;
- il test non risulta positivo a causa di un titolo basso, dovuto a un'infezione da ceppi che sono scarsi produttori di streptolisina O.

Un esame che conferma il valore della TAS è lo STREPTOZYME.
Si conoscono due varietà di streptolisina, la O e la S. La streptolisina O è sensibile all'ossigeno che la inattiva ed è quella che avendo proprietà antigeniche provoca la formazione dell'antistreptolisina. La streptolisina S non viene inattivata dall'ossigeno, ma non avendo proprietà antigeniche non porta alla formazione dell'antistreptolisina. L'antibiotico di prima scelta nella cura di infezione da streptococco è l'amoxicillina (senza acido clavulanico in quanto lo streptococco non produce beta lattamasi), in caso di allergie si può utilizzare un macrolide come l'azitromicina.

## Descrizione
Il livello degli anticorpi inizia a salire in 1-3 settimane dopo l'infezione da streptococco, raggiunge il picco in 3-5 settimane, e poi torna a valori bassi in 6-12 mesi. Lo streptococco betaemolitico di gruppo A (Streptococcus pyogenes) è il batterio responsabile di moltissimi mal di gola. Nella maggior parte dei casi le infezioni da streptococco sono identificate, trattate con antibiotici e quindi risolte, quando questo non succede il rischio è di andare incontro a gravi complicazioni come la febbre reumatica e la glomerulonefrite, soprattutto nei bambini piccoli.
Queste condizioni sono fortunatamente poco diffuse rispetto al passato e sono causa di sintomi quali:
- febbre,
- affaticamento,
- mancanza di respiro,
- palpitazioni,
- diminuzione della produzione di urina,
- presenza di sangue nelle urine.

Poiché questi sintomi possono essere visti anche in altre condizioni, il TAS può essere utilizzato per aiutare a determinare se sono a causa di una recente infezione da streptococco di gruppo A. Un tampone della gola o un test rapido per lo streptococco sono i metodi di elezione per diagnosticare la faringite streptococcica (mal di gola). Dal momento che i livelli del TAS non si positivizzano per almeno una settimana, questo esame non è usato per la diagnosi di un'infezione acuta.

## Interpretazione
Un test positivo può indicare un'infezione da streptococco di gruppo A, C, G (ad esempio, le infezioni delle vie aeree superiori, scarlattina, sindrome da shock tossico) recente o ancora in corso. È importante ricordare che il test è positivo solo nell'80-85% delle infezioni da streptococco di gruppo A, quindi un test negativo non esclude necessariamente la diagnosi; allo stesso modo un TAS alto da solo è poco utile, in quanto non significa che ci sia necessariamente un'infezione da streptococco in corso, in quanto potrebbe indicare un evento ormai passato. Per questa ragione l'esame viene spesso prescritto insieme alla VES': se entrambi i test restituiscono valori elevati è molto probabile che l'infezione da streptococco sia in corso ed è quindi bene fare altri accertamenti come ad esempio il tampone faringeo. Un andamento che vede aumentare i valori nel corso del tempo è più indicativo di infezione di un'unica misurazione ed è per questo che spesso si ripete a distanza di 10-14 giorni.
Valori normali
I valori del titolo antistreptolisinico sono tre: 24 mesi <100 UAS/mL, 13 anni <250 UAS/mL, adulti <200 UAS/mL. Valori superiori vengono considerati positivi.
Valori alti
- Endocardite
- Febbre reumatica
- Glomerulonefrite
- Infezione da streptococco
- Scarlattina

Attenzione, elenco non esaustivo. Si sottolinea inoltre che spesso piccole variazioni dagli intervalli di riferimento possono non avere significato clinico.
Fattori che influenzano l'esame
- I valori di riferimento possono variare con l'età.
- Gli antibiotici possono dare risultati falsi negativi, mentre un aumento dei livelli di beta-lipoproteine può produrre risultati falsamente positivi.

L'esame è richiesto in presenza di sintomi che il medico sospetti essere dovuti a una malattia causata da una precedente infezione da streptococco. Viene richiesto con la comparsa dei sintomi, in genere qualche settimana dopo un mal di gola o un'infezione cutanea. Può essere richiesto due volte in 10-14 giorni per determinare se il livello anticorpale sia in aumento, in diminuzione o costante.